# Teorama
Teorama ist eine Gemeinde (municipio) im Departamento Norte de Santander in Kolumbien.

## Geographie
Teorama liegt in der Region Occidente in Norte de Santander auf einer Höhe von 1158 Metern 274 km von Cúcuta entfernt. An die Gemeinde grenzen im Norden der Bundesstaat Zulia in Venezuela und Convención, im Osten Tibú, El Tarra und San Calixto, im Süden Ocaña und im Westen González im Departamento del Cesar sowie Convención.

## Bevölkerung
Die Gemeinde Teorama hat 23.381 Einwohner, von denen 2909 im städtischen Teil (cabecera municipal) der Gemeinde leben (Stand: 2019).

## Geschichte
Teorama war ursprünglich von indigenen Völkern bewohnt. Die erste Besiedlung von spanischstämmigen Siedlern erfolgte ab 1745, die erste dauerhafte Besiedlung ab 1779. Seit 1812 ist Teorama eine Kirchengemeinde. Den Status einer Gemeinde erhielt Teorama 1817.

## Wirtschaft
Die wichtigsten Wirtschaftszweige von Teorama sind Landwirtschaft (insbesondere werden Ananas, Kaffee, Kakao, Zuckerrohr, Bohnen, Bananen und Zitrusfrüchte angebaut) und Tierhaltung.